# Organisation reconstruction travail

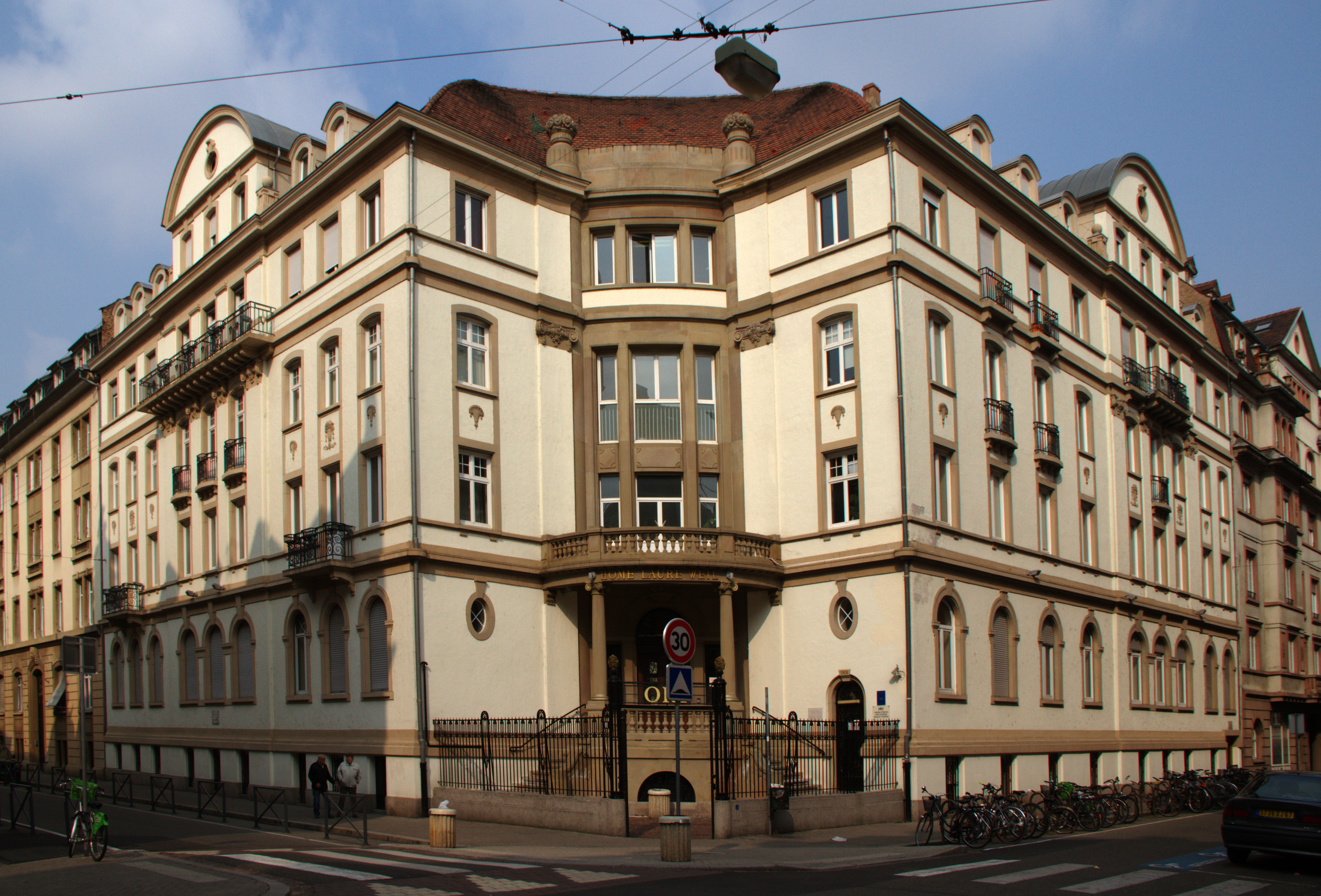
L’école ORT à Strasbourg.

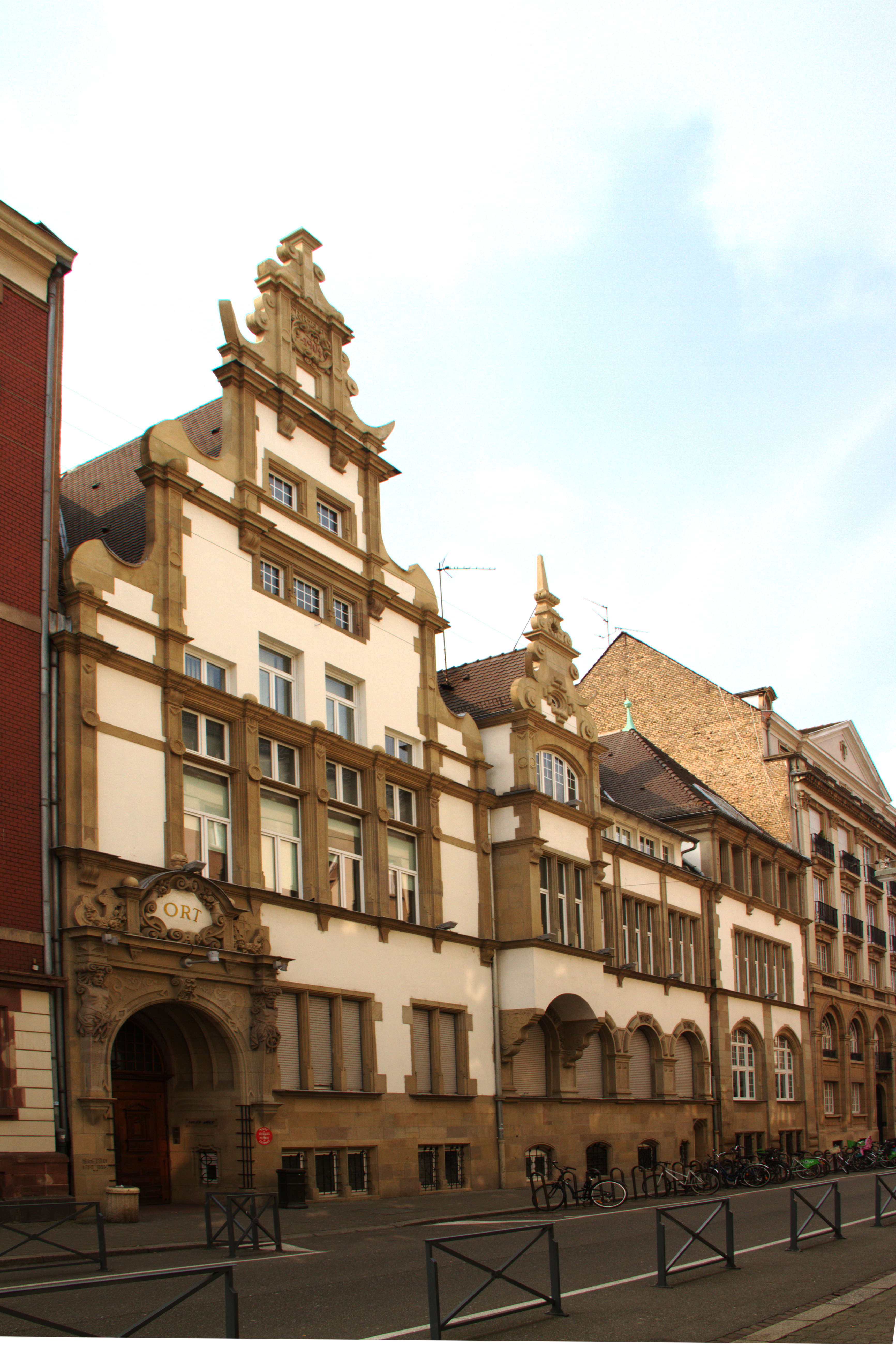
Le siège de l’école ORT de Strasbourg

L’Organisation reconstruction travail connue sous l'acronyme ORT (en russe : Общество Ремесленного Труда, Obchestvo Remeslenovo Truda, « Organisation pour les métiers de l'artisanat ») est le nom donné à une œuvre philanthropique lancée en 1880 à Saint-Pétersbourg « pour le travail manuel, artisanal et agricole » des déshérités juifs, afin qu'ils échappent à la misère de la « zone de résidence » à laquelle ils étaient condamnés.

## Éléments d’histoire
Le deuxième partage de la Pologne en 1793 avait entraîné une forte augmentation du nombre de Juifs en Russie, de sorte qu'en 1794, l'impératrice Catherine II décréta que la majorité d'entre eux devrait désormais vivre et travailler dans la zone de résidence. Les Juifs n'avaient pas le droit de quitter cette zone ou de posséder des terres en dehors. Ils ont été forcés de quitter leurs foyers et villages et de s'installer dans des shtetls où ils n’étaient autorisés à exercer qu’un nombre restreint de professions telles qu’aubergistes, brasseurs, colporteurs ou cochers. Les commerçants juifs étaient taxés deux fois plus lourdement que les non-juifs. Les jeunes garçons étaient incorporés à l’armée, parfois dès l’âge de douze ans, pour de très longues périodes. À cause du surpeuplement et des obstacles juridiques à l'autosuffisance, la pauvreté est de plus en plus présente pour les quatre millions d'habitants de la zone de résidence. Après les réformes du tsar Alexandre II dans les années 1860, la situation s'est améliorée pour certains Juifs, mais ceux dans la zone de résidence sont restés prisonniers des difficultés économiques.
Face à la pauvreté et au désespoir des leurs, trois visionnaires, Nicolai Bakst, Samuel Poliakov et Horace Günzburg, décidèrent de venir en aide à la communauté. Intimement convaincus que la connaissance offre la liberté et que le travail offre la dignité, ils décidèrent de créer une organisation qui permette à chacun de recevoir une éducation et une formation aux métiers techniques, la société ayant à ce moment-là besoin d’ouvriers, et ainsi permettre à chacun de gagner dignement sa vie et de soutenir sa famille.
Le « Fonds d'aide à la population juive nécessiteuse en l'honneur du 25e anniversaire de l'avènement du tsar Alexandre II » recueillit 204 000 roubles-or venant de 12 000 personnes, dans 400 villes et villages russes.
L'autorisation de création a été accordée par le tsar et signée par Poliakov et Günzburg ainsi que Abram Zak, Leon Rosenthal et Meer Fridland, conduisant à la création de l'ORT en Russie. Au cours de ses 25 premières années, l'ORT a élevé son niveau pédagogique et dispensé une formation à 25 000 juifs dans l'Empire russe. Les gens formés sont des souffleurs du verre, couturiers, jardiniers, mécaniciens, ébénistes et menuisiers.
Les premiers programmes créés par l'ORT ont suivi les exigences du marché. En 1909, l'industrialisation en Russie a créé un besoin en artisans, ainsi l'ORT a dispensé des cours pour des électriciens à Vilnius avec la mise en place d'un réseau de tramways électriques et des cours de mécanique automobile à Saint-Pétersbourg en 1910. Les programmes de formation de l'ORT sont variés pour répondre aux besoins des Juifs selon l'endroit où ils vivaient et combler les lacunes de main-d'œuvre. Cette souplesse et cette diversité ont fait que l'ORT est devenue un leader éducatif dans de nombreux domaines au cours de ses premières décennies d'existence.
Après la Première Guerre mondiale, l'ORT a ouvert des écoles agricoles pour fournir des outils et former pour les entreprises agricoles. Le siège de l'ORT s'installe à Berlin en 1921, après la révolution bolchevique. Lorsque les nazis sont arrivés au pouvoir en 1933, les enfants juifs furent expulsés des écoles allemandes. L'ORT a cherché à ouvrir une école à Berlin, mais a rencontré des difficultés en raison de l'interdiction de vendre des biens aux juifs. Grâce à ses liens internationaux, la branche britannique de l'ORT a acheté un bâtiment scolaire et un dortoir dans le quartier Moabit de Berlin. Il a reçu l'autorisation d'ouvrir en avril 1937 après avoir promis que tous les diplômés quitteraient le pays après l'obtention de leur diplôme. En 1938, Staline fait fermer l'ORT en Union Soviétique
Initialement liée aux intérêts de la seule communauté russe, l'ORT s'ouvre à l'Europe et au monde. Elle devient l’Union mondiale ORT.
L'ORT s'établit à Londres en 1920, Paris en 1921, aux États-Unis en 1922, en Afrique du Sud et en Argentine en 1936 et à Shanghai en 1941.
L'ORT installe son siège à Paris en 1933 puis à Genève en 1943.
À la fin de la Seconde Guerre mondiale, l'ORT s'occupe du reclassement des réfugiés juifs allemands et autrichiens victimes du nazisme, en offrant des cours, créant des écoles professionnelles ou des centres de formation pour adultes. Historiquement, l'ORT est liée à l'Œuvre de secours aux enfants (OSE), ainsi qu'à l'organisation d'entraide américaine.
Avec le développement des kibboutz, les opérations de l'ORT ont commencé dès 1946 en Palestine mandataire, puis à Jaffa et à Jérusalem lorsque l'état d'Israël fût créé. L'ORT participe activement à l'édification de ce nouvel état en formant les immigrants.
Bien que le rideau de fer ait entraîné la fermeture des activités de l'ORT en Europe de l'Est, l'Organisation a continué de s'implanter dans le reste du monde notamment en Algérie, au Maroc, en Tunisie, en Iran et en Inde dans les années 1950.
L'ORT a apporté son aide a la communauté juive éthiopienne à partir de 1973 en Éthiopie par des programmes de formation et d'assistance médicale, puis en Israël après le rapatriement de la communauté en mettant en place un enseignement spécial destiné à leur adaptation rapide.
En 1990, après 52 ans d'absence, l'ORT renaît en Russie et rouvre une école à Moscou en 1995.
Présente dans une soixantaine de pays, elle a formé 290 000 personnes de toutes confessions, jeunes et adultes, pour la seule année 2000. Elle emploie 10 000 personnes environ (enseignants, formateurs, personnel administratif). Très présente en Israël, elle y revendique qu'un individu sur quatre a été professionnellement formé dans une école de l'ORT.

## Dispositif actuel de formation (les écoles ORT)
Aujourd'hui, l'ORT est présent sur tous les continents : 
- En Amérique du Nord : États-Unis (New York, Chicago, Los Angeles) et Canada
- En Amérique latine : Argentine (plus de 7 000 étudiants), Brésil, Chili, Mexique, Panama, Paraguay, Pérou, Uruguay, Venezuela et Cuba.
- En Asie : Inde, Chine et Kirghizistan
- En Australie
- En Afrique : Afrique du Sud et Libéria
- En Europe : France, Angleterre, Belgique, Danemark, Finlande, Allemagne, Grèce, Italie, Espagne, Luxembourg, Pays-Bas, Norvège, Suède, Suisse, Bulgarie, Géorgie, République tchèque, Hongrie, Russie, Ukraine, Moldavie, Estonie, Lituanie, Lettonie et Biélorussie.
- En Israël : 162 écoles pour 100 000 étudiants.

L'ORT est présente dans plus de 100 pays, avec 270 000 étudiants et plus de 26 000 collaborateurs. Elle siège au Parlement européen en tant qu'ONG.
En France, l'association - dont la dénomination officielle est l'Association française pour le développement industriel et agricole parmi les juifs - a été créée en 1921, et ses 7 écoles sont reconnues par l'État. Des écoles techniques privées ORT existent à Strasbourg, Lyon, Marseille, Toulouse, ainsi qu'en Île-de-France.

## Autres activités de l'ORT
En plus d'un soutien technique et financier pour son réseau d'écoles et de programmes dans 60 pays à travers le monde, l'ORT a développé des campagnes supplémentaires:
- La campagne en Amérique latine : en 2006-2007, l'ORT a lancé un programme majeur de nouveaux projets visant à créer un sentiment d'unité et de connexion dans toute la région et de répondre aux besoins très particuliers et spécifiques de chaque communauté. Cette campagne est active dans les petites communautés juives ainsi que dans les plus grandes. Par exemple, les deux lycées ORT à Buenos Aires sont surpeuplés et une nouvelle école secondaire est prévue pour accueillir les étudiants là-bas. Dans le même temps, la communauté juive de Montevideo reçoit des fonds de bourses d'études nécessaires, tandis que la communauté de Mexico bénéficiera bientôt d'un nouveau centre de médias numériques en construction.
- Science Journey en Israël : Science Journey est un nouveau programme de 7,4 millions de dollars qui fournit des laboratoires électroniques, scientifiques et informatiques ainsi que l'enseignement de la technologie à des étudiants dans plus de 30 écoles en Israël, la plupart dans le nord d'Israël, qui souffrent des guerres avec le Hezbollah, et celles dans les zones qui sont sujettes à des tirs de roquettes depuis Gaza. Les nouveaux laboratoires informatiques et la technologie du tableau blanc interactif offrent une nouvelle opportunité aux étudiants.
- Régénération de la CEI : Elle vise à apporter une éducation judaïque et générale de qualité aux communautés juives à travers les états souverains indépendants de la région qui était autrefois l'Union Soviétique. L'ORT prévoit d'inclure dans le nouveau programme 18 écoles et centres en Russie, en Ukraine, en Lettonie, en Lituanie, en Moldavie, en Biélorussie et au Kirghizistan.
- La coopération internationale : l'ORT a entrepris des projets éducatifs en Afrique dans les années 1960 en raison de son expérience dans les pays francophones et de la maîtrise du français, ainsi que de ses écoles existantes en Tunisie, au Maroc et en Algérie. Au cours des 50 dernières années, la coopération internationale de l'ORT a élargi ses programmes de formation et d'assistance technique en réponse à l'évolution rapide de l'environnement africain. Les services ont été élargis pour inclure les centres de formation agricole, l'agroforesterie, le développement rural et urbain, le transport, la santé maternelle et infantile et la nutrition, les TIC et la gestion et la formation technique pour les ministères, les services publics et les entreprises commerciales[6]. L'ORT intervient également en Asie et dans les Caraïbes ou des programmes traditionnels dans le domaine de l'enseignement professionnel et de la formation professionnelle ont été élaborés selon des spécifications locales. En réponse au tsunami de 2004 en Indonésie, l'ORT a conçu et dispensé des programmes d'éducation, de formation et de subsistance[7].